# Monochirus
Genre
Monochirus est un genre de poissons plats marins de la famille des Soleidae. Il renferme trois espèces de petites soles.

## Liste d'espèces
Selon BioLib (10 octobre 2021) :
- Monochirus atlanticus Chabanaud, 1940
- Monochirus hispidus Rafinesque, 1814 - la sole velue
- Monochirus trichodactylus (Linnaeus, 1758) en mer de Chine méridionale